# Thelcticopis biroi
Thelcticopis biroi är en spindelart som beskrevs av Gábor von Kolosváry 1934. Thelcticopis biroi ingår i släktet Thelcticopis och familjen jättekrabbspindlar. Inga underarter finns listade i Catalogue of Life.